# Clytocerus rivosus
Clytocerus rivosus är en tvåvingeart som först beskrevs av Tonnoir 1919.  Clytocerus rivosus ingår i släktet Clytocerus och familjen fjärilsmyggor. Inga underarter finns listade i Catalogue of Life.